# Église d'Uusikaupunki
La nouvelle église d'Uusikaupunki (en finnois : Uudenkaupungin uusi kirkko) est une église située à Uusikaupunki en Finlande. 

## Description
L'église en briques conçue par Georg Theodor von Chiewitz est de style néogothique.
Elle peut accueillir 1200 personnes.
Le retable est peint par Robert Wilhelm Ekman.